# 光宗大王 〜帝国の朝〜
『光宗大王 〜帝国の朝〜』（クァンジョンテワン ていこくのあさ、ハングル：제국의 아침）は、2002年に放送された韓国KBSの連続テレビドラマ。原題の直訳は「帝国の朝」。高麗初代王王建（太祖）の3男で第4代国王に就いた光宗の生涯を描いた作品である。北朝鮮の白頭山での撮影が話題になった。主演はキム・サンジュン。2000年から2002年にかけて放送された『太祖王建』の続編として製作された。

## 出演
- 光宗 (クァンジョン）：キム・サンジュン
- 王氏高麗四代君主、前君主時代まで暴走していた豪族を排除するための大改革を断行する。
- 大穆皇后（テモクファンフ）：チョン・ヘジン
- 光宗の正室にして妹。
- 定宗（チョンジョン）：チェ・ジェソン
- 三代目君主で光宗の兄、豪族を温存しつつ乱暴な政治をした後に病死。
- 文恭皇后（ムンゴンファンフ）：ホン・リナ
- 定宗の妻。
- 恵宗（ヘジョン）：ノ・ヨングク
- 二代君主、病気がちで息子の行く末を心配して弟の定宗を後継者とする。
- 荘和皇后（チャンファファンフ）：パン・ヒョジョン
- 恵宗の母で、太祖の側室。
- 神明順成皇后（シンミョンスンソンファンフ）：チョン・ヨンスク
- 光宗と正宗の母で、太祖の側室。
- 神静皇太后（シンジョンファンテフ）：アン・ヘスク
- 太祖の側室で、大穆皇后の母。
- 義和皇后（イファファンフ）：キム・ヒョンジュ[2]
- 王式廉（ワン・シンニョム）：キム・フンギ
- 太祖のいとこ
- 王規（ワン・ギュ）：キム・ムセン
- 王族であったが、恵宗時代に反乱を起こしたため処刑された。
- 朴述煕（パク・スリ）：チョ・ギョンファン
- 定宗時代に、謀反の疑いで処刑される。
- 崔知夢（チェ・ジモン）：チョン・ドンファン
- 太祖～成宗（6代）の歴代君主に仕えた。定宗を強く後押ししたのは彼だが、光宗の時代に一時期追放される。
- キョニョ
- 恵宗・定宗を不快に思い、王氏高麗を憂いていた憂国の士である僧侶。
- 光宗を「できる男」と認めて友人となるが、新羅一派の貴族を無断でともらった罪で死刑になりそうになる。
- その後、謀反に加担した死んだ弟たちの亡霊に悩んだ光宗が、「これは警告ではないか」と自重して彼をご赦免にした。
- ソ・ビル
- 光宗の部下では特に光宗と衝突した役人で、一時期光宗の怒りを買い、死刑になりそうになる。
- だが、キョニョや知夢たちの嘆願で、ご赦免となる。
- 実は光宗の科挙制度導入と奴隷廃止には大賛成で、「息子に科挙を受けさせます」といって、「ぜひ受けるべき」と返事された。
- ワン・ヒョウン
- 光宗の弟で、平州豪族の血筋に近い。
- 後ろ盾である平州豪族に担がされる形で、謀反に参加させられてしまい、光宗によって死刑となる。
- 彼の甥二人（恵宗、定宗の息子）も連座で死刑となり、一緒に光宗の枕元に亡霊としてあらわれる。
- 景宗
- ヒョウンの反乱に加担させられたため、父光宗により（本来なら死刑にすべきだが皇后の嘆願で）一時期廃嫡、終身刑にさせられる。
- ヒョウンたちの亡霊に悩んだ光宗によりご赦免となり、君族に復籍する。
- だが、このことを遺恨に思い、光宗を一生涯、毛嫌いしていた。

## スタッフ
- 脚本：イ・ファンギョン
- 演出：チョン・ソンホン、キム・ヒョンイル

## 参考資料
- KBS Worldホームページより
- 「帝国の朝」紹介ページ（KNTVホームページより）（アーカイブ）